# Municipio de South Liberty
El municipio de South Liberty (en inglés: South Liberty Township) es un municipio ubicado en el  condado de Yadkin en el estado estadounidense de Carolina del Norte. En el año 2010 tenía una población de 3.132 habitantes.

## Geografía
El municipio de South Liberty se encuentra ubicado en las coordenadas 36°5′6.86″N 80°35′40.31″O / 36.0852389, -80.5945306.